# HSG Wissenschaft Halle
Die Hochschulsportgemeinschaft Wissenschaft aus Halle (Kurzform: HSG Wissenschaft Uni Halle) war ab den 1950er Jahren in zahlreichen Sportarten DDR-weit erfolgreich vertreten. Den Verein gab es bis zur deutschen Wiedervereinigung 1990. Er hatte einen ausgeprägten Kinder- und  Jugendsportbereich zur Talentsuche und Förderung.

## Definition
Die Hochschulsportgemeinschaften (HSG) waren neben den Betriebssportgemeinschaften (BSG) und den Sportgemeinschaften der Sportvereinigung Dynamo (Volkspolizei) sowie der Armeesportvereinigung Vorwärts (Kasernierte Volkspolizei / Volksarmee) seit 1949 Stätten des organisierten Sportwettkampfs. Jede Universität oder Hochschule in der DDR hatte ihre eigene HSG. Wie das Beispiel Halle zeigt, wurde in den HSG bis Mitte der 1950er Jahre erfolgreich Spitzensport betrieben, erst mit der Gründung von zentral geförderten Sportklubs nahm die Bedeutung der Hochschulsportgemeinschaften ab. Die HSG der Martin-Luther-Universität Halle-Wittenberg wurde am 1. April 1949 als Hochschulsportgemeinschaft „Geschwister Scholl“ gegründet. Im Zuge der Sportklubgründungen wurde sie im Februar 1955 in den SC Wissenschaft Halle umgebildet. Am 1. Juli 1958 wurden die Leistungssport-Sektionen in den neuen SC Chemie Halle eingegliedert. Für den normalen Studentensport wurde an der Martin-Luther-Universität wieder eine Hochschulsportgemeinschaft eingerichtet, welche einen umfassenden Jugendsportbereich beinhaltete.

## Erfolge
Die HSG bzw. der Sportclub hatten ihre Erfolge hauptsächlich in den Sportarten Leichtathletik, Tennis, Basketball, Volleyball, Tischtennis und Rudern. Von 1949 bis 1955 stellte die HSG ununterbrochen den DDR-Mannschaftsmeister im Herrentennis, stellte der SC 1956 mit Jochen Koitzsch (Zehnkampf) und Manfred Steinbach (200 m Sprint) zwei DDR-Meister in der Leichtathletik, und der SC wurde 1958 Vizemeister im Basketball der Männer. Die Volleyball-Frauen wurden von 1951 bis 1955 und 1957 DDR-Meister sowie 1953, 1955 und 1956 FDGB-Pokalsieger. Die Volleyball-Männer wurden 1951 und 1952 DDR-Meister. Der Zehnkämpfer Walter Meier belegte bei den Olympischen Spielen 1956 den sechsten Platz und holte bei den Leichtathletik-Europameisterschaften 1958 die Bronzemedaille. Sowohl die Damen als auch die Herren spielten 1959 in der DDR-Tischtennis-Oberliga. Die Jugendabteilung des Bereiches Rudern brachte in den 1980er Jahren einige Talente hervor.

## Fußball
Obwohl anfänglich besonders gefördert, blieb die Sektion Fußball der HSG Halle weniger erfolgreich. Zwar war sie 1949 und 1950 DDR-Studentenmeister geworden, zeigten aber im Punktspielbetrieb nur zweitklassige Leistungen. Die frühen Erfolge veranlassten die DDR-Sportführung, die HSG Halle zu einem Fußball-Schwerpunkt im Hochschulsport zu entwickeln. Dazu wurden 1951 die besten Fußballspieler aus den Hochschulsportgemeinschaften in Berlin, Leipzig, Jena, Rostock und Greifswald nach Halle delegiert. Obwohl sportlich nicht qualifiziert, wurde die neu gebildete Fußballmannschaft in den Spielbetrieb der zweitklassigen DDR-Liga eingegliedert. Dazu musste eine der beiden vorletzten Mannschaften aus den beiden Liga-Staffeln der Saison 1950/51 den Platz räumen. Das in Magdeburg ausgetragene Ausscheidungsspiel gewann Motor Nordhausen-West mit 7:0 gegen Einheit Wismar.
Ihre erste DDR-Liga-Saison beendete die HSG als Neuling mit einem respektablen achten Platz unter zwölf Mannschaften in der Staffel 2, noch vor den Vorjahresdritten und -fünften Einheit Burg und SG Hohenschönhausen. Zu der angestrebten Spitzenmannschaft konnte sich die HSG jedoch in den folgenden Jahren nicht entwickeln. Verblieben die Hallenser bis 1954 in der unteren Tabellenhälfte, so reichte es zwischen 1955 und 1957, nun als Sportclub antretend, wenigstens zu vierten und fünften Rängen. Mit der 1954 erfolgten Gründung des SC Chemie Halle-Leuna, dessen Fußballmannschaft in der DDR-Oberliga spielte, wurde die zentrale Förderung danach weitgehend zugunsten der Chemiker entschieden.
Nachdem am 30. Juni 1958 ein neuer SC Chemie Halle gegründet worden war, wurde auch die Sektion Fußball des SC Wissenschaft dorthin delegiert und trat in der Rückrunde der Saison 1958 als SC Chemie Halle II an, einige Spieler schafften den Sprung in die 1. Mannschaft des SC Chemie Halle. Obwohl die Mannschaft die Spielzeit mit Platz 4 beendete, musste sie in die drittklassige II. DDR-Liga absteigen, da die 1. Mannschaft des SC Chemie aus der Oberliga abgestiegen war. Daraufhin machten die Sportfunktionäre eine Kehrtwendung und gliederten die Fußballmannschaft SC Chemie II wieder der HSG Wissenschaft an.
Wieder als HSG wurde die Mannschaft 1959 Erster in der Staffel 3 der II. Liga, verpasste aber in der Qualifikationsrunde den Wiederaufstieg. Nachdem 1960 noch ein guter dritter Platz erreicht werden konnte, wurde man in der Saison 1961/62 nur Staffelletzter, verbunden mit dem Abstieg in die Bezirksliga Halle. Als Bezirksmeister 1963 scheiterte die HSG erneut in den Aufstiegsspielen und nach Platz 2 in der Saison 1963/64 wurde die Sektion Fußball der HSG Wissenschaft Halle aufgelöst und die Fußballmannschaften in die BSG Turbine Halle eingegliedert. Damit war nach 14 Jahren das Kapitel Fußball in der HSG Halle abgeschlossen.

## Ligenübersicht Fußball
| 1951–1954 | HSG Wissenschaft   | DDR-Liga (zweitklassig)          |
| 1955–1958 | SC Wissenschaft    | DDR-Liga (zweitklassig)          |
| 1958      | SC Chemie Halle II | DDR-Liga (zweitklassig)          |
| 1959–1962 | HSG Wissenschaft   | II. DDR-Liga (drittklassig)      |
| 1962–1964 | HSG Wissenschaft   | Bezirksliga (viert/drittklassig) |

## Personen Fußball
Auch wenn nie eine HSG-Mannschaft in die höchste DDR-Fußball-Liga aufstieg, so durchlief über die Jahre im Austausch mit dem Lokalrivalen Turbine/Chemie Halle eine komplette Mannschaft mit früherer oder späterer Oberligapraxis die HSG, darunter DDR-Meister und Pokalsieger:
| Spieler                     | HSG Wissenschaft | Spiele / Tore für HSG | Oberligaspiele für Turbine/Chemie | Erfolge                                   |
| --------------------------- | ---------------- | --------------------- | --------------------------------- | ----------------------------------------- |
| Tor:                        |                  |                       |                                   |                                           |
| Günther Chichowitz          | 1951–1952        | 18/0                  |                                   |                                           |
| Sturm, Karl-Heinz           | 1951–1953        | 8/0                   |                                   |                                           |
| Krumpe, Dieter (auch Sturm) | 1951–1954        | 45/1                  |                                   |                                           |
| Jäsert, Joachim             | 1952–1953        | 7/0                   |                                   |                                           |
| Pomhoff                     | 1954–1956        | 25/0                  |                                   |                                           |
| Trapp, Klaus-Dieter         | 1954–1956        | 25/0                  |                                   |                                           |
| Meinel. Wolfgang            | 1956–1958        | 40/0                  |                                   |                                           |
| Wolfgang Knust              | 1959–1960        |                       | 17                                | Pokalsieger 1956                          |
| Abwehr:                     |                  |                       |                                   |                                           |
| Dornieden, Heinrich         | 1951–1952        | 10/0                  |                                   |                                           |
| Lehmann, Erich              | 1951–1954        | 39/5                  |                                   |                                           |
| Sauer, Werner               | 1951–1952        | 10/0                  |                                   |                                           |
| Trautwein, Heinz            | 1952–1958        | 140/3                 |                                   |                                           |
| Gerhard Thomas              | 1952–1955        |                       | 10 (1950–1952)                    | DDR-Meister 1952                          |
| Thomas, Gerhard             | 1953–1955        | 24/2                  |                                   |                                           |
| Rybarczyk, Heinz            | 1955             | 9/0                   |                                   |                                           |
| Hoffmann, Günter            | 1955–1958        | 57/16                 | 133                               | Pokalsieger 1962                          |
| Hans-Joachim Oelze          | 1959–1962        |                       | 17 (1955–1958)                    | Pokalsieger 1956, 6 Nachwuchsländerspiele |
| Mittelfeld:                 |                  |                       |                                   |                                           |
| Ebert, Joachim (Conny)      | 1951–1958        | 120/5                 |                                   |                                           |
| Ahrens, Wolfgang            | 1951–1952        | 16/6                  |                                   |                                           |
| Steinhardt, Kurt            | 1951–1952        | 6/0                   |                                   |                                           |
| Wendt, Joachim              | 1951–1958        | 121/23                |                                   |                                           |
| Weber, Günther              | 1951–1953        | 39/2                  |                                   |                                           |
| Meißner, Klaus-Dieter       | 1951–1953        | 5/0                   |                                   |                                           |
| Seidel, Gerhard             | 1951–1955        | 20/0                  |                                   |                                           |
| Behrendt, Rolf              | 1951–1956        | 79/0                  |                                   |                                           |
| Blüsch, Norbert             | 1951–1958        | 89/18                 |                                   |                                           |
| Schüßling, Gerhard          | 1951–1955        | 28/5                  |                                   |                                           |
| Wangemann, Gerhard          | 1951–1952        | 4/0                   |                                   |                                           |
| Biener, Norbert             | 1951–1952        | 2/0                   |                                   |                                           |
| Kabisch, Willi              | 1951–1952        | 1/0                   |                                   |                                           |
| Pohal, Fritz                | 1951–1952        | 1/0                   |                                   |                                           |
| Landmann, Gerhard           | 1952–1958        | 111/2                 | 31(1958–1961)                     |                                           |
| Gauert, Lothar              | 1952–1953        | 23/1                  |                                   |                                           |
| Bökelmann, Lothar           | 1952–1958        | 106/32                |                                   |                                           |
| Landmann, Gerhard           | 1952–1958        | 111/2                 |                                   |                                           |
| Papproth                    | 1952–1953        | 1/0                   |                                   |                                           |
| Seeland, Lutz               | 1953–1954        | 6/0                   |                                   |                                           |
| Kleine, Winfried            | 1955–1958        | 57/1                  | 43                                |                                           |
| Herz, Manfred               | 1956–1958        | 46/0                  |                                   |                                           |
| Schiffler                   | 1957             | 3/0                   |                                   |                                           |
| Marzian                     | 1957             | 2/0                   |                                   |                                           |
| Lonzeck                     | 1957             | 1/0                   |                                   |                                           |
| Streit, Willi               | 1959–1960        |                       | 6 (1957)                          | Pokalsieger 1956                          |
| Angriff:                    |                  |                       |                                   |                                           |
| Schulz, Wolfgang            | 1951–1956        | 89/19                 |                                   |                                           |
| Franke, Walter              | 1951–1957        | 74/26                 | 23                                | DDR-Meister 1952                          |
| Lehmann, Karl-Heinz         | 1951–1952        | 7/0                   |                                   |                                           |
| Doppernass, Hermann         | 1952–1955        | 29/5                  |                                   |                                           |
| Schwertfeger, Friedrich     | 1953–1958        | 77/13                 |                                   |                                           |
| Schüßling, Gerhard          | 1951–1954        | 28/5                  |                                   |                                           |
| Krumpe, Dieter (auch Tor)   | 1951–1954        | 45/1                  |                                   |                                           |
| Schlauss, Helmut            | 1952–1954        | 19/5                  |                                   |                                           |
| Kaminski, Kurt              | 1953–1955        | 18/3                  |                                   |                                           |
| Schlauss, Helmut            | 1954–1958        | 88/55                 |                                   |                                           |
| Becker, Dieter              | 1955             | 4/0                   |                                   |                                           |
| Schmittinger, Gert          | 1955–1958        | 31/11                 | 40 (1959–1962)                    |                                           |
| Hoffmann, Günter            | 1955–1958        | 57/16                 |                                   |                                           |
| Strahl, Horst               | 1955–1958        | 15/3                  | 33 (1958–1961)                    |                                           |
| Wetzel, Werner              | 1957–1958        | 26/7                  |                                   |                                           |
| Müller, Dieter              | 1957–1962        |                       | 32 (1953–1956)                    |                                           |
| Lehmann, Joachim            | 1959–1962        |                       | 30 (1955–1958)                    | Pokalsieger 1956                          |
| Hoffmann, Rolf              | 1959             |                       | 15                                | Pokalsieger 1956                          |

## Rudern (Sektion)
Die Sektion Rudern hatte sowohl in Halle-Trotha als auch in Halle-Böllberg ein Bootshaus. In Trotha, nahe der Schleuse und in Böllberg auf Höhe Böllberger Weg 144 gab es jeweils ein eigenständiges Gebäude mit Bootsanlegern.
Neben den klassischen Booten der Studentenmannschaften gab es auch einen erfolgreichen Bereich der Kinder- und Jugendsportförderung. Trainer dieses Jugendbereiches waren unter anderem in den 1980er Jahren:
- Wolfgang Schmidt
- Manfred Menz
- Manfred Möbes
- Thomas Köhler

Schmidt war zuvor erfolgreicher Trainer verschiedener Profi-Teams des SC-Chemie Halle, bevor er in den Jugendbereich wechselte und den Standort Böllberg leitete.
Erfolge wurden unter anderem 1985 mit dem Doppelvierer erzielt. Dieser wurde in Werder DDR-Meister mit der Mannschaft Sven Greiner, Matthias Schiller, Marian Hofmann, Mario Junge und Frank Oehlschlägel. Bei der DDR-Spartakiade im selben Jahr wurde die Mannschaft Dritter. Weitere Erfolge waren Bezirksmeister und Einzelsiege bei diversen Regatten über mehrere Jahre. 
Mario Junge wurde 1988 in Mailand Juniorenweltmeister im Doppelachter. Ursprünglich aus Bernburg, wurde er ab etwa 1982 in die Mannschaft um Trainer Manfred Möbes integriert. Weitere Talente, welche später in den SC Chemie Halle übergingen, waren unter anderem Daniel Pöhnisch, Danilo Winkler und Michael Patan.
Ab dem vierzehnten Lebensjahr (Schulklassenstufe 8) wurden die besten Sportler in die Sportschule berufen.